# Hampsonodes indistincta
Hampsonodes indistincta là một loài bướm đêm trong họ Noctuidae.